# باروخ حسن
باروخ حسن هو لاعب كرة قدم إسرائيلي، ولد في 1959 في نتانيا في إسرائيل. لعب مع مكابي نتانيا.